# Ignaz Semmelweis

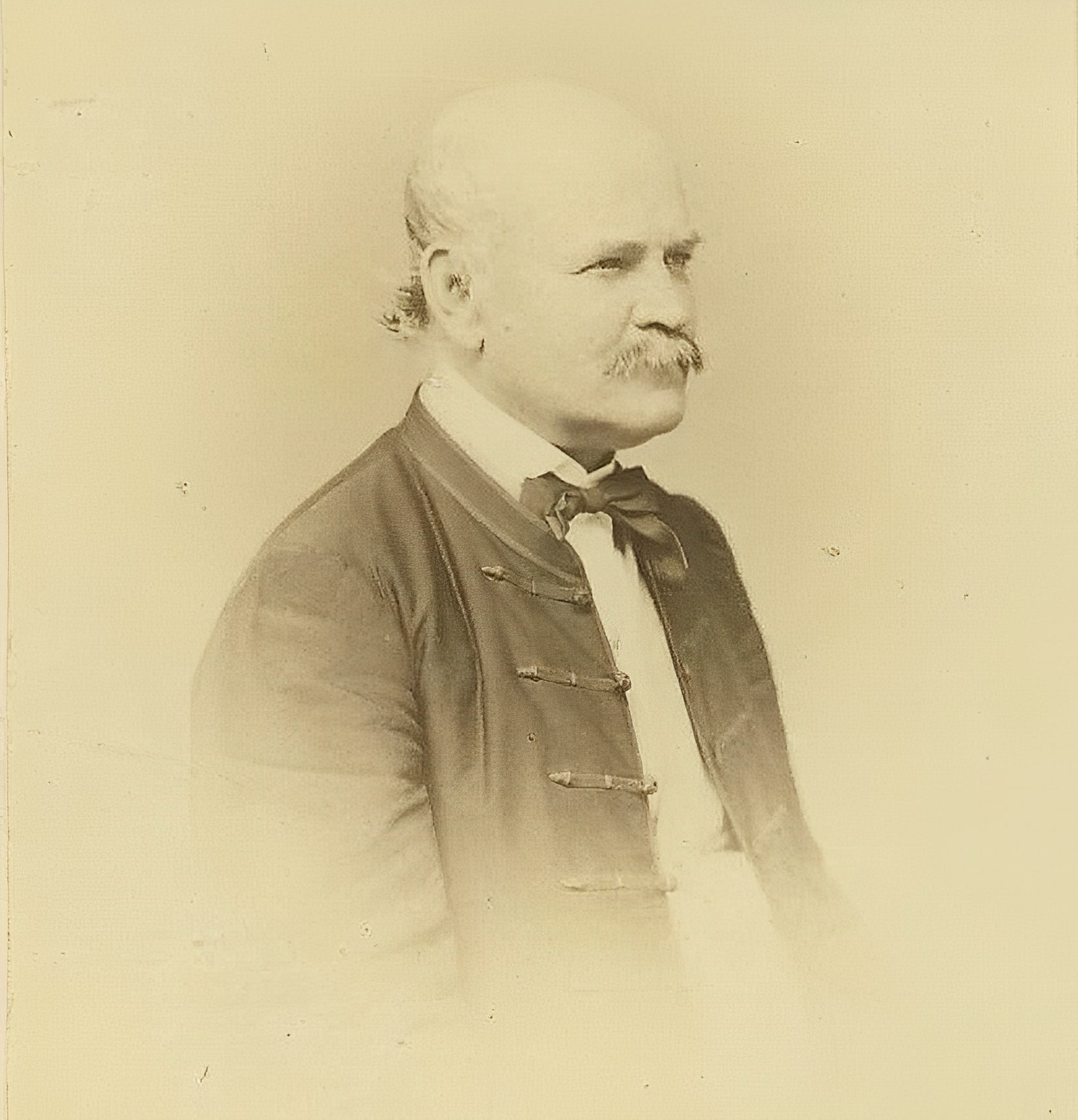
Ignaz Philipp Semmelweis, 1860

Ignaz Philipp Semmelweis (ungarisch Ignác Fülöp Semmelweis bzw. Semmelweis Ignác Fülöp; * 1. Juli 1818 im Teilbezirk Tabán von Buda (deutsch Ofen), Königreich Ungarn, Kaisertum Österreich; † 13. August 1865 in Oberdöbling bei Wien, Kaisertum Österreich) war ein ungarisch-österreichischer Chirurg und Geburtshelfer deutscher Abstammung. Er studierte an den Universitäten Pest und Wien Medizin und erhielt 1844 seinen Doktorgrad an der Universität Wien. Semmelweis war beeinflusst von der zweiten Wiener medizinischen Schule und Angehöriger der von János Balassa geführten Pester bzw. ungarischen medizinischen Schule, der unter anderem auch Frigyes Korányi angehörte.
Semmelweis führte das häufigere Auftreten von Kindbettfieber in öffentlichen Kliniken im Vergleich zur privaten Entbindung auf mangelnde Hygiene bei Ärzten und Krankenhauspersonal zurück und bemühte sich, Hygienevorschriften einzuführen. Später wurde er „Retter der Mütter“ genannt. Seine Studie von 1847/48 gilt heute als erster praktischer Fall von evidenzbasierter Medizin (auf empirische Belege gestützte Heilkunde) in Österreich und als Musterbeispiel für eine methodisch korrekte Überprüfung wissenschaftlicher Hypothesen. Zu seinen Lebzeiten wurden seine Erkenntnisse, von ihm 1861 publiziert, nicht anerkannt und von Kollegen als „spekulativer Unfug“ abgelehnt. Nur wenige Ärzte unterstützten ihn, da Hygiene als Zeitverschwendung und unvereinbar mit den damals geltenden Theorien über Krankheitsursachen angesehen wurde. Semmelweis praktizierte zeitweise in Pest im heutigen Ungarn. Er starb im Alter von 47 Jahren in Wien unter nicht näher geklärten Umständen während eines zweiwöchigen Aufenthalts in der Psychiatrischen Klinik „Landesirrenanstalt Döbling“ bei Wien. Zahlreiche Widersprüche und Ungereimtheiten deuten neben dem Exhumierungsbericht aus dem Jahr 1963 und Motiven für seine Beseitigung auf willkürliche Psychiatrisierung und ein darauf folgendes Tötungsdelikt hin.

## Leben

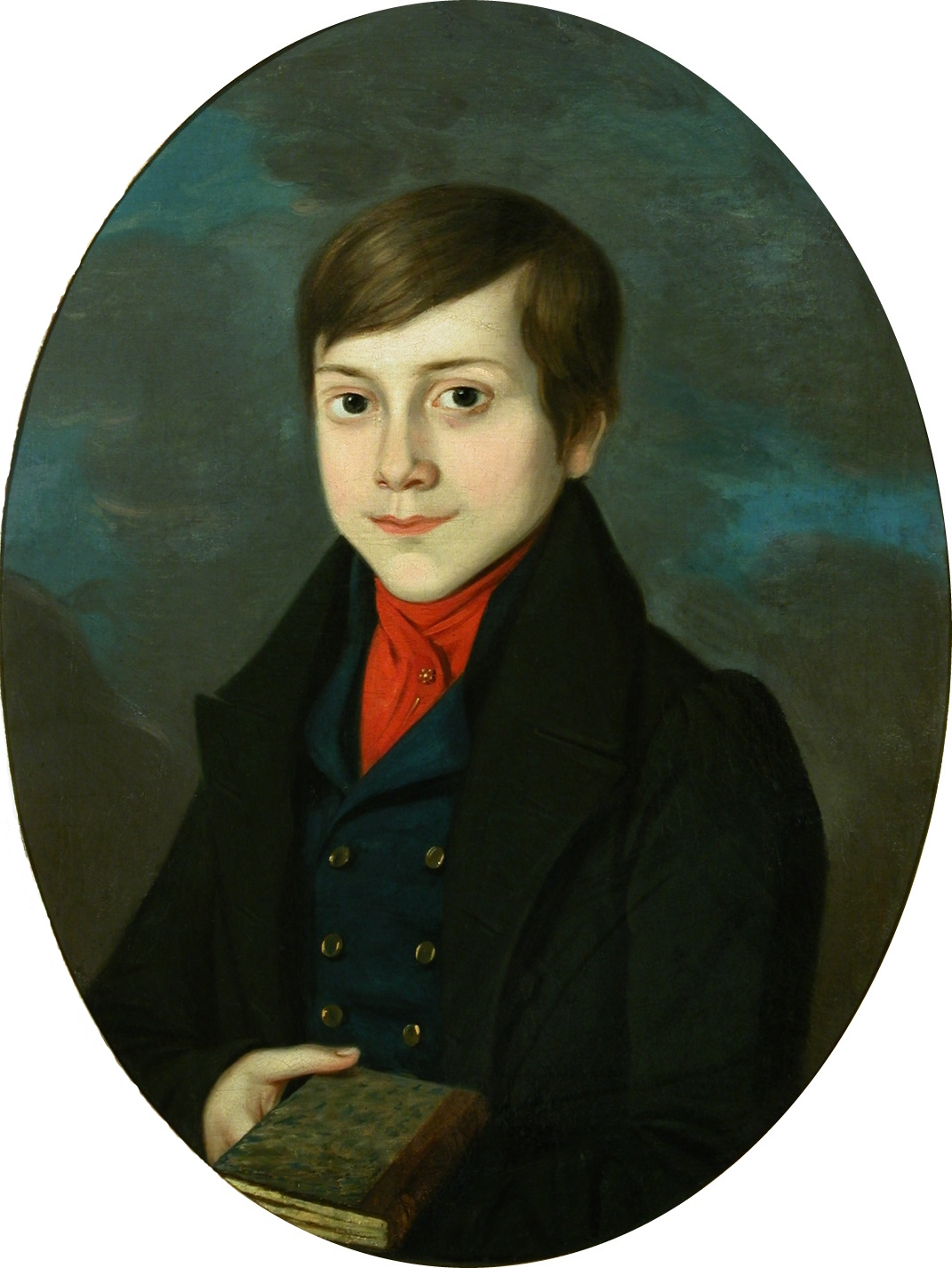
Ignaz Semmelweis als Zwölfjähriger

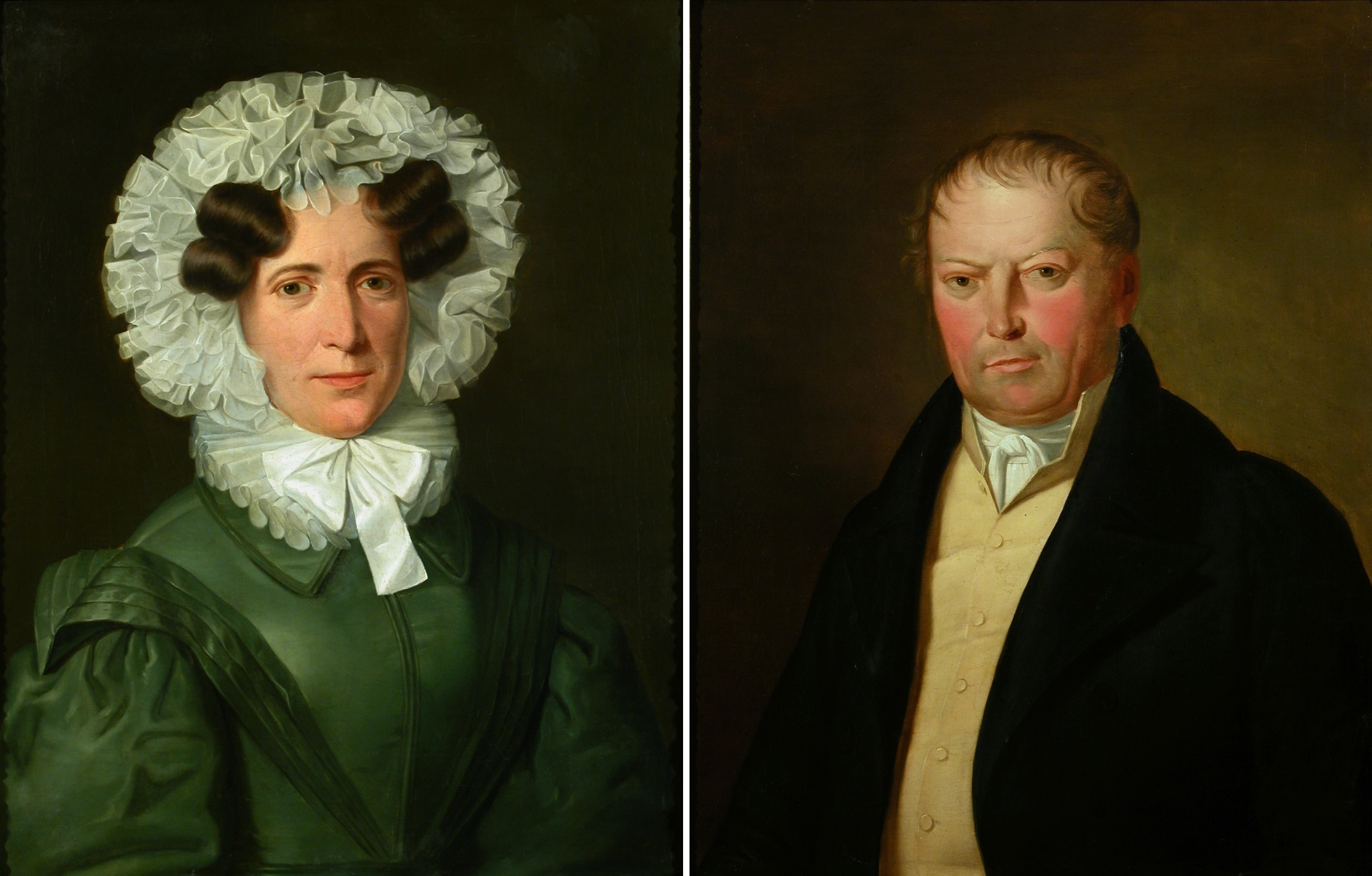
Theresia Müller und Josef Semmelweis, die Eltern von Ignaz Semmelweis

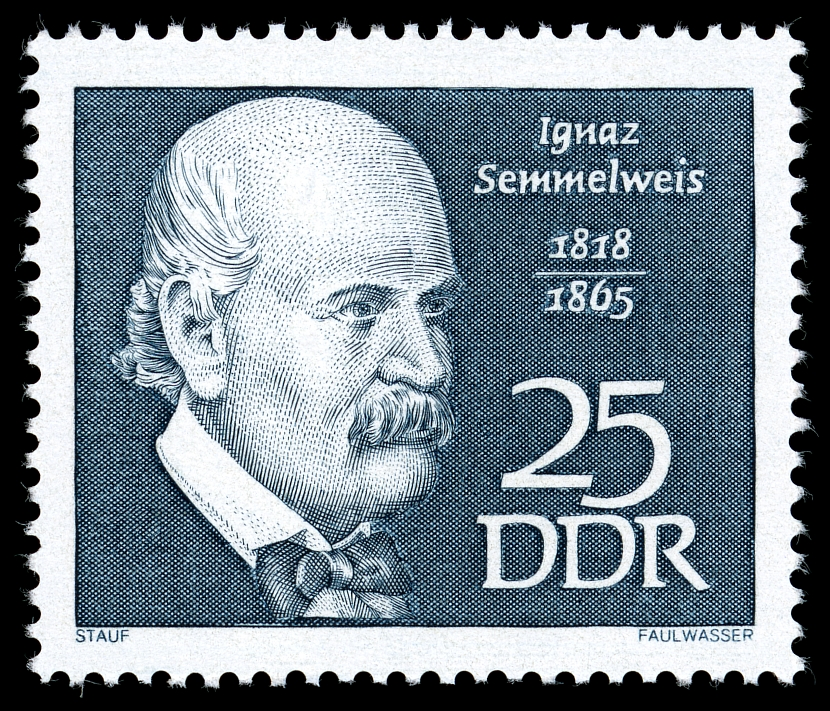
Briefmarke der Deutschen Post der DDR (1968) aus der Serie Berühmte Persönlichkeiten

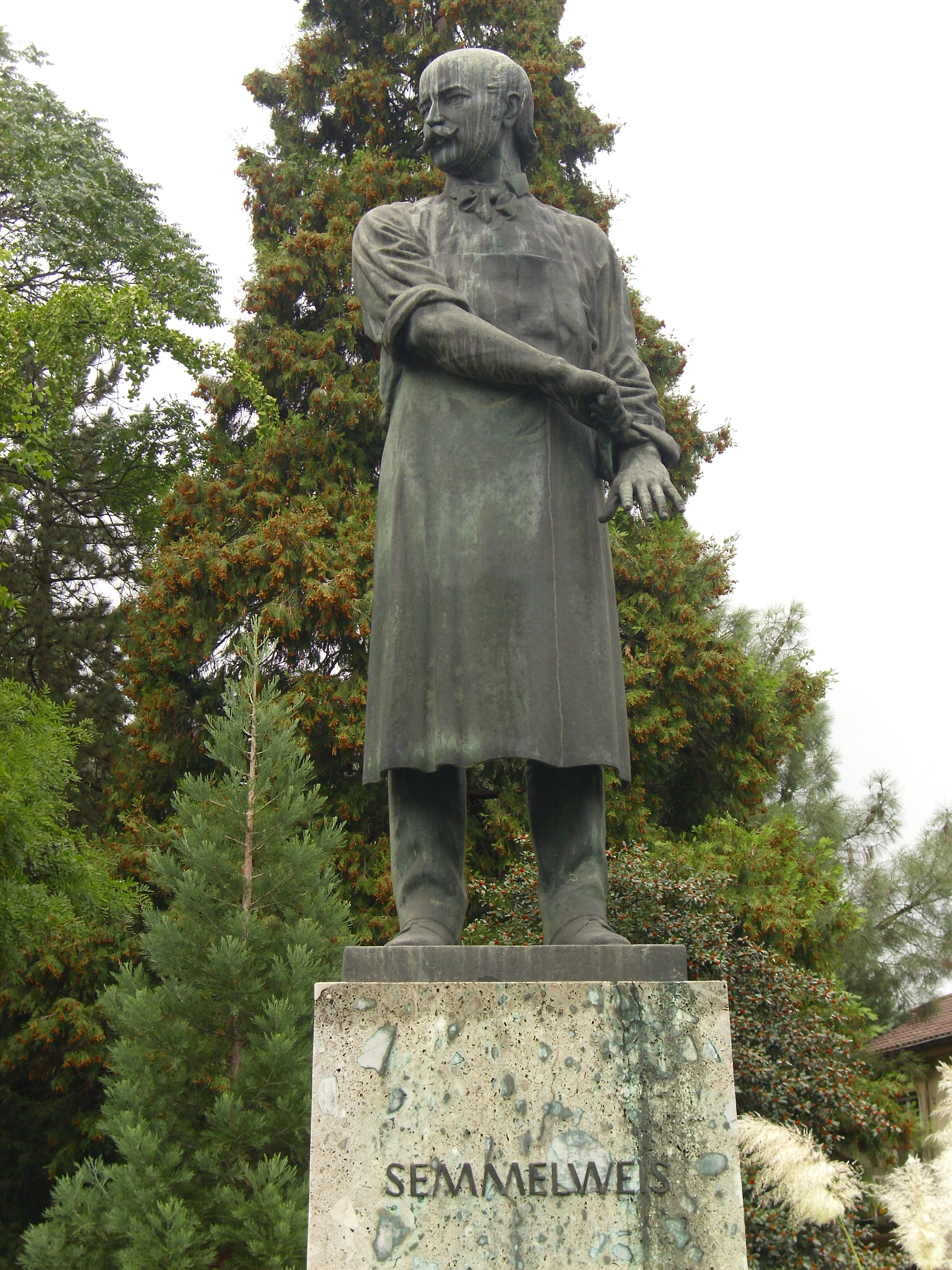
Ignaz-Semmelweis-Statue im Universitätsklinikum Heidelberg, er blickt auf die alte Kinderklinik.
Die Statue wurde versetzt. Sie steht nicht mehr auf diesem Sockel, sondern in einer Senke zwischen der neuen Frauenklinik und einem Neubau der chirurgischen Klinik, der 2018 errichtet wurde.

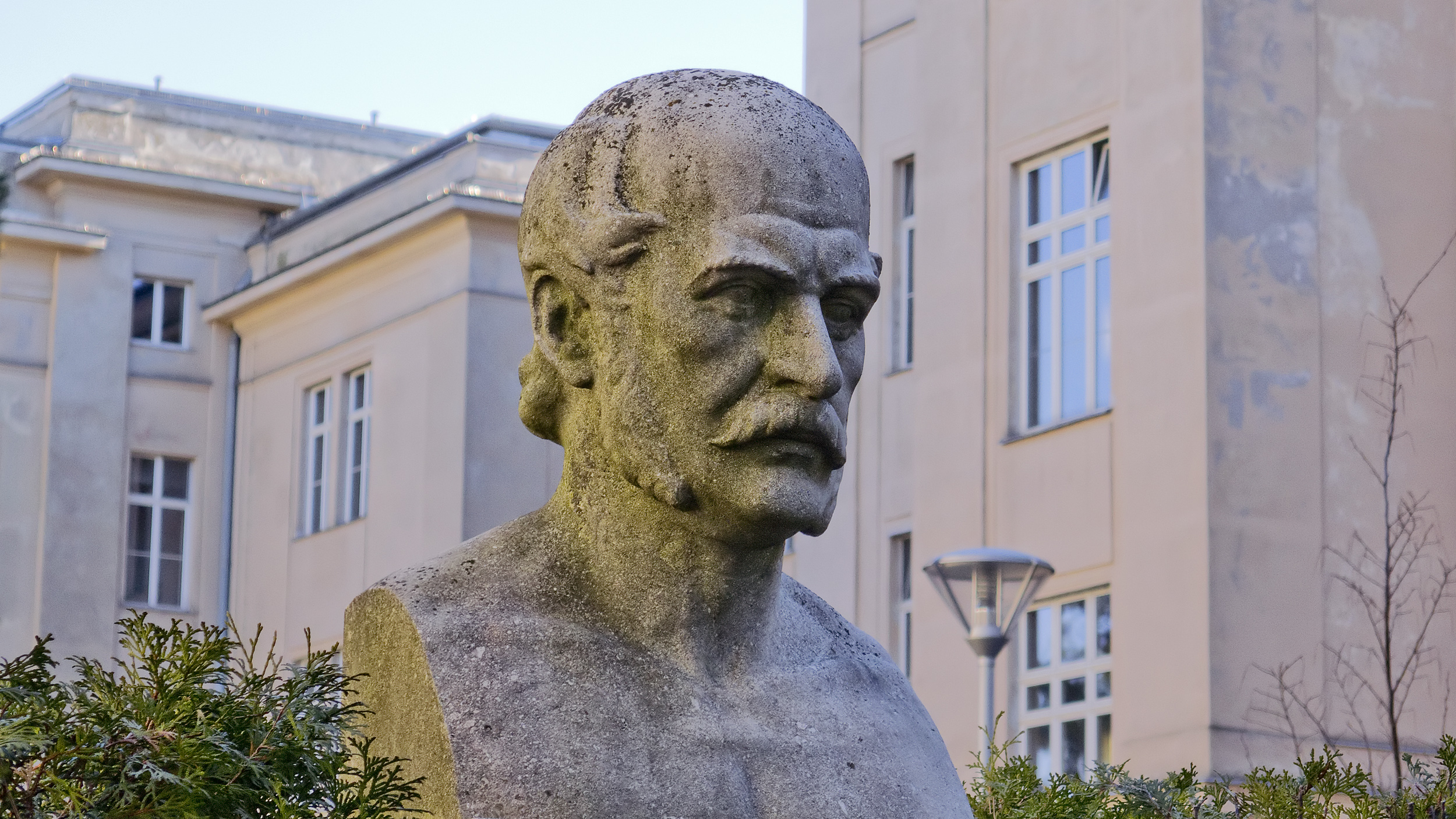
Büste in der Semmelweis-Frauenklinik in Wien-Gersthof

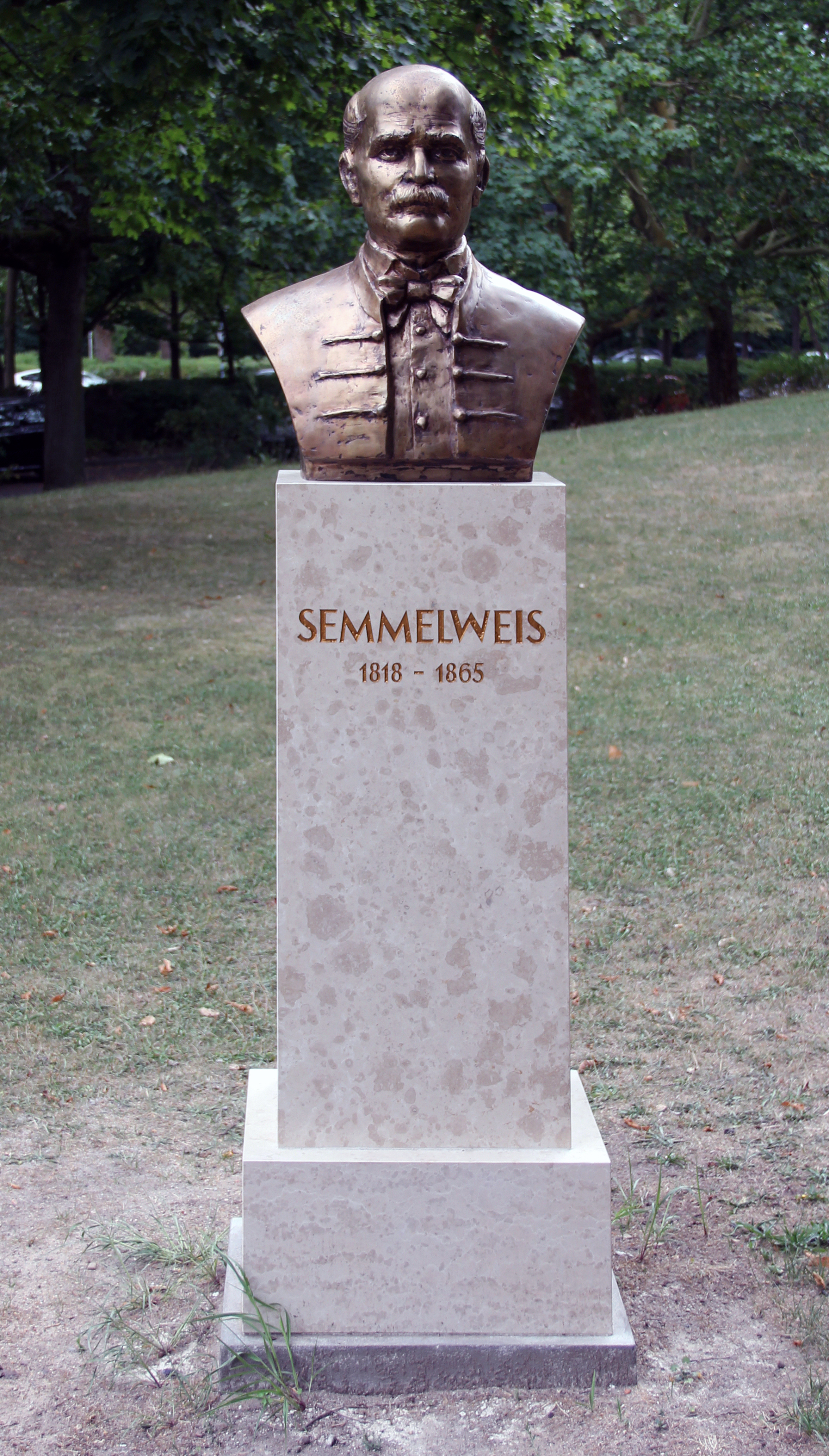
Büste in Berlin-Lichterfelde

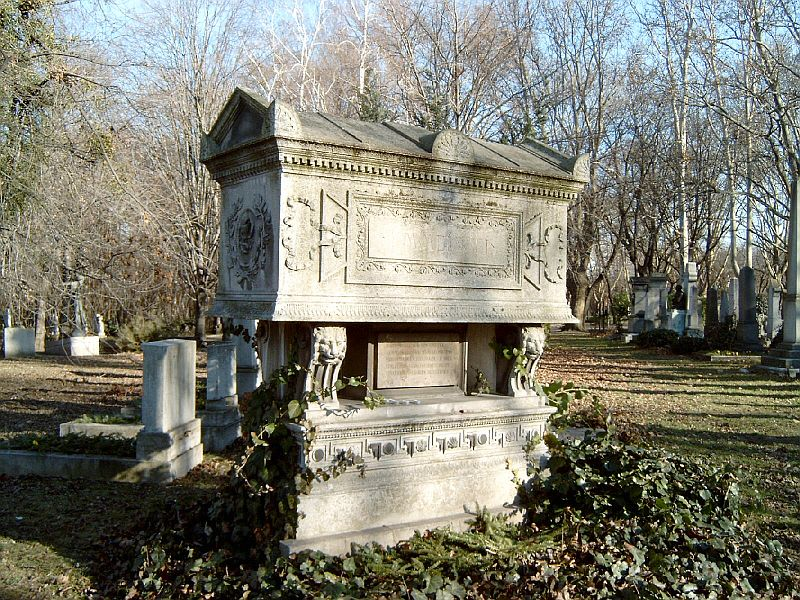
Grabmal am Kerepesi temető in Budapest

### Jugend und Laufbahn
Ignaz Semmelweis wurde 1818 als fünftes Kind des Spezial- und Kolonialwaren-Großhändlers Josef Semmelweis (1778–1846) und der aus wohlhabendem Hause stammenden Theresa geborene Müller (1789–1844) im Teilbezirk Tabán in Buda geboren. In seinem Geburtshaus in der Apród utca in Budapest ist heute das Semmelweis-Museum für Medizingeschichte (Semmelweis-Orvostörténeti-Múzeum) untergebracht. Seine Eltern legten großen Wert auf eine gute Schulausbildung ihrer Kinder, da sie dadurch in die maßgeblichen gesellschaftlichen Schichten der heimischen Intelligenz aufsteigen konnten. Der Vater ließ alle Söhne im erzbischöflichen Gymnasium von Buda einschreiben. Nach dem Besuch der Elementarschule ging Ignaz auf das, eine Zeitlang von Piaristen-Patres wie József Palotay-Purgstaller geleitete Katholische Universitätsgymnasium zu Buda im Burgviertel und absolvierte anschließend ein Jahr das Zisterziensergymnasium in Stuhlweißenburg. Ursprünglich sollte er Militäranwalt werden, weshalb er von 1835 bis 1837 Philosophie und Jura an der Universität Pest studierte. 1837 kam er nach Wien, um Rechtswissenschaft zu studieren, wechselte jedoch 1838 zur Medizin, setzte das Studium 1839 bis 1840 in Pest und ab 1841 wiederum in Wien fort. 1844 schloss er das Studium mit dem Magister der Chirurgie und Geburtshilfe und im gleichen Jahr mit der Promotion zum Dr. med. ab. Seine Dissertation (Tractatus de vita plantarum, übersetzt „Über das Leben der Pflanzen“) behandelt die damals populäre Theorie des Vitalismus. Sie wurde durch die von ihm selbst schon bald (1847/48) verlangte Einführung einer systematisch vorgehenden klinischen Beobachtung, die ihn zum Mitbegründer der evidenzbasierten Medizin machte, allmählich als unwissenschaftlich verdrängt. 1845 folgte die Promotion zum Doktor der Chirurgie. Anschließend begann er an der Brustambulanz von Josef Skoda (1805–1881) und in der von Ferdinand von Hebra (1816–1880) geleiteten Ausschlagabteilung des von Kaiser Joseph II. gegründeten k.k. allgemeinen Krankenhauses zu arbeiten. Hier erlernte er Skodas Methode der Diagnose durch Ausschließen („diagnosis per exclusionem“) und die wissenschaftliche Arbeit mit statistischen Instrumenten. Im Institut für pathologische Anatomie unter der Leitung von Carl von Rokitansky (1804–1878) erstellte er Befunde an Frauenleichen.

### Assistenzarzt in Wien
Im Jahr 1846 wurde Semmelweis Assistenzarzt in der I. Geburtshilflichen Abteilung des Allgemeinen Krankenhauses in Wien. Gefördert von namhaften Ärzten, wurde er Assistent des Professors Johann Klein (1788–1856), dem Leiter der 1. geburtshilflichen Klinik, unter dessen Leitung die Letalitätsrate zwischen 5 und 15 Prozent betrug; teilweise reichte sie in Kliniken sogar bis zu 30 Prozent. Es war bekannt, dass in der Abteilung, in der Ärzte und Medizinstudenten arbeiteten, die durch das Kindbettfieber bedingte Sterblichkeit von Müttern nach der Entbindung wesentlich höher lag als in der zweiten Abteilung, in der Hebammenschülerinnen ausgebildet und keine Leichensektionen bzw. Obduktionen vorgenommen wurden. Semmelweis wollte den Grund dafür herausfinden und untersuchte die Mütter daher noch gründlicher. Doch gerade durch diese Bemühungen stieg die Zahl der Todesfälle in seiner Abteilung noch weiter an, so dass werdende Mütter sich schließlich weigerten, in seine Abteilung verlegt zu werden. Nach seinen Tagebuchaufzeichnungen starben in der gesamten Klinik 36 von 208 Müttern an Kindbettfieber. Ein Kind zu gebären war ähnlich gefährlich wie an einer Lungenentzündung zu erkranken.
Erst als der mit ihm befreundete Gerichtsmediziner Jakob Kolletschka (1803–1847) während einer Leichensektion von einem Studenten mit dem Skalpell verletzt wurde und wenige Tage später an einer Blutvergiftung starb – einer Krankheit, die einen ähnlichen Verlauf zeigte wie das Kindbettfieber –, glaubte Semmelweis nach Studium des Sektionsprotokolls, die Ursache für die Erkrankung benennen zu können:
Die Mediziner und die Studenten führten täglich klinische Sektionen an den Leichen der Patientinnen durch, die zuvor am Kindbettfieber verstorben waren. Anschließend gingen sie „mit an der Hand klebenden Cadavertheilen“ zu den Gebärenden und wuschen sich die Hände mit Seife (oder in einzelnen Fällen überhaupt nicht), desinfizierten sie jedoch nicht. Mit diesen Händen untersuchten sie Frauen während der Entbindung und übertrugen infektiöses Material. Die eigentliche Ursache der Infektion – die Übertragung von Bakterien, die normalerweise massenhaft auf den Händen vorhanden sind – war damals noch nicht bekannt und auch Semmelweis glaubte an eine Übertragung von Leichengift. Die Hebammenschülerinnen an der zweiten Abteilung hingegen kamen nicht mit Leichen in Berührung und führten auch keine vaginalen Untersuchungen durch.
In den Jahren 1847 bis 1848 fertigte er gezielt eine Studie unter dem Titel Die Ätiologie, der Begriff und die Prophylaxe des Kindbettfiebers an. Im Ergebnis dieser Studie wies Ignaz Semmelweis seine Studenten an, (vor geburtshilflichen Untersuchungen) nach Leichensektionen die Hände und Instrumente mit Chlorlösung, später mit der billigeren wässrigen Chlorkalklösung zu desinfizieren – wie sich herausstellte, eine wirkungsvolle Maßnahme, da die Sterblichkeitsrate in nur wenigen Monaten von 12,3 auf 2 bis 3 Prozent (bzw. die Mortalität an Puerperalfieber von 9,9 auf 3,8 Prozent) sank. Als trotzdem noch einmal zwölf Wöchnerinnen auf einen Schlag am Kindbettfieber erkrankten, als dessen Ursache zunächst das infizierte, jauchige Uteruskarzinom einer Mitpatientin vermutet worden war, erkannte er, dass die Ansteckung nicht nur von Leichen, sondern auch von lebenden Personen ausgehen konnte. So verschärfte er, nachdem er zudem 1847 die Desinfektion auch der Instrumente und des Verbandmaterials ergänzt hatte, die Vorschriften dahingehend, dass die Hände vor jeder Untersuchung zu desinfizieren seien. Dadurch gelang es ihm, 1848 die Sterblichkeitsrate auf 1,27 Prozent zu senken, ein Wert, der sogar geringfügig unter dem der zweiten Krankenhausabteilung mit Hebammen lag.
Trotz dieses Erfolgs wurden die Arbeiten von Semmelweis lange Zeit nicht anerkannt, vor allem nicht von damals führenden Medizinern wie Anton von Rosas (1791–1855), Rudolf Virchow (1821–1902), Eduard Kaspar Jakob von Siebold (1801–1861), Friedrich Wilhelm Scanzoni von Lichtenfels (1821–1891), James Young Simpson (1811–1870) und Weiteren. Viele Ärzte und auch seine Studenten hielten Sauberkeit für unnötig und wollten nicht wahrhaben, dass sie selbst die Verursacher jener Krankheit waren, die sie eigentlich heilen wollten. Einige Ärzte (zum Beispiel Gustav Adolf Michaelis) begingen Suizid, weil sie diese Schuld nicht ertragen konnten. Andere Mediziner feindeten Semmelweis stark an und bezeichneten ihn als „Nestbeschmutzer“.
Unterstützung fand er mit seiner Theorie bei namhaften Vertretern der Wiener Medizinischen Fakultät wie Skoda, Rokitansky und Hebra. Ferdinand von Hebra hatte Semmelweis sogar gedrängt, seine wissenschaftlichen Ergebnisse zu veröffentlichen. Als Semmelweis dies nicht tat, veröffentlichte von Hebra sie im Jahr 1847. Die Gegner von Semmelweis verhinderten 1849 die Verlängerung seiner Assistenzarzttätigkeit, sodass er im März 1849 aus dem Dienst des Krankenhauses ausschied. Im Juni desselben Jahres wurde er zum Mitglied der k. k. Gesellschaft der Ärzte gewählt. Hier wurde die angeregte Bildung einer Kommission zur Prüfung der Semmelweisschen Thesen mit Mehrheitsbeschluss angenommen, allerdings auf Betreiben seines ehemaligen Chefs in Wien, des Professors Johann Klein, später ministeriell abgelehnt. Erst am 15. März 1850 präsentierte Semmelweis seine Erkenntnisse vor der Gesellschaft der Ärzte in einem Vortrag.
Die Pariser Akademie lehnte die Lehre von Semmelweis 1851 und nochmals 1858 ab. Auf die Chirurgie hatten seine Erkenntnisse keinen Einfluss. Erst die ab März 1867 in The Lancet erschienenen Veröffentlichungen von Joseph Lister trugen wirksam zur Anerkennung und Durchsetzung der in Bezug auf die Hygiene revolutionären Operationsbedingungen bei.

### Professor in Pest
Aufgrund weiterer Anfeindungen und Intrigen von Kollegen, wie Johann Klein oder Anton von Rosas, wurde Ignaz Semmelweis 1850 nur zum Privatdozenten für theoretische Geburtshilfe mit Übungen am Phantom ernannt. Über diese Einschränkung reagierte er dermaßen erbost, dass er nur fünf Tage nach seiner Ernennung Wien verließ und nach Pest übersiedelte. Hier eröffnete er eine Privatpraxis. Daneben arbeitete er als unbesoldeter Primararzt auf der Entbindungsstation des St.-Rochus-Spitals in Pest. Ab 1851 war Semmelweis Leiter der Geburtshilfeabteilung in Pest, ab 1855 Professor für theoretische und praktische Geburtshilfe sowie als Hebammenlehrer an der dortigen Universität, der heute nach ihm benannten Semmelweis-Universität. 1857 lehnte er die Berufung auf eine Professur nach Zürich ab. In Pest jedoch beschäftigte er sich auch mit der operativen Gynäkologie, hier führte er erstmals eine OP am Eierstock durch. Zwar veröffentlichte er seine Arbeitsergebnisse im ärztlichen Wochenblatt „Orvosi Hetilap“. Da dieses Blatt jedoch nur eine geringe Verbreitung hatte, war dieser Veröffentlichung keine große Wirksamkeit beschieden. Daher konnte Semmelweis mit solchen Aktivitäten seinen internationalen Widersachern nicht Paroli bieten. Seine Ergebnisse und Erfahrungen fasste er dann bis 1860 in dem Buch Die Ätiologie, der Begriff und die Prophylaxe des Kindbettfiebers zusammen, das 1861 erschien. Dem mit 500 Seiten zwar sehr umfangreichen, aber ungeschickt präsentierten und zudem sprachlich nicht elaborierten Buch blieb der Erfolg versagt. Nur wenige Ärzte unterstützten ihn (Semmelweis selbst nennt die Professoren Michaelis aus Kiel und Wilhelm Lange aus Heidelberg, aber auch Hebra, Škoda und von Rokitansky machten sich für ihn stark), da Hygiene als Zeitverschwendung und unvereinbar mit den damals geltenden Theorien über Krankheitsursachen angesehen wurde. Vielmehr wurde von vielen das Kindbettfieber beispielsweise auf schlechte Luft, das Ausbleiben der Menstruation oder einen Milchstau zurückgeführt.
Da er immer wieder auf Ablehnung in Teilen der Ärzteschaft hinsichtlich der von ihm empfohlenen Desinfektionsmethoden stieß, ging er ab etwa 1861 dazu über, offene Briefe – zuerst an die ärgsten Widersacher, an Scanzoni, Späth und v. Siebold, dann später an alle Professoren im Bereich der Geburtshilfe – zu versenden. In diesen Briefen drohte er, die Uneinsichtigen öffentlich zu entlarven, wenn sie seine Verhaltensregeln nicht umsetzen. Dass es ihm dabei nicht immer gelang, diplomatisch die richtigen Worte zu wählen, verdeutlicht das folgende Zitat aus einem dieser offenen Briefe von Semmelweis:

„Ich trage in mir das Bewusstsein, dass seit dem Jahre 1847 Tausende und Tausende von Wöchnerinnen und Säuglingen gestorben sind, welche nicht gestorben wären, wenn ich nicht geschwiegen, sondern jedem Irrtum, welcher über Puerperal-Fieber verbreitet wurde, die nötige Zurechtweisung hätte Teil werden lassen […]. Das Morden muss aufhören, und damit das Morden aufhöre, werde ich Wache halten, und ein jeder, der es wagen wird, gefährliche Irrtümer über das Kindbettfieber zu verbreiten, wird an mir einen rührigen Gegner finden. Für mich gibt es kein anderes Mittel, dem Morden Einhalt zu tun, als die schonungslose Entlarvung meiner Gegner, und niemand, der das Herz auf dem rechten Fleck hat, wird mich tadeln, dass ich diese Mittel ergreife.“

 Und Semmelweis fährt fort:

„Sollten Sie aber, Herr Hofrat, ohne meine Lehre widerlegt zu haben, fortfahren, Ihre Schüler und Schülerinnen in der Lehre des epidemischen Kindbettfiebers zu erziehen, so erkläre ich Sie vor Gott und der Welt für einen Mörder.“

Offenbar als Antwort auf Semmelweis’ Denkbrief schrieb Louis Kugelmann aus Hannover am 10. August 1861:

„Nur sehr Wenigen war es vergönnt, der Menschheit wirkliche, große und dauernde Dienste zu erweisen, und mit wenigen Ausnahmen hat die Welt ihre Wohltäter gekreuzigt und verbrannt. Ich hoffe deshalb, Sie werden in dem ehrenvollen Kampfe nicht ermüden, der Ihnen noch übrig bleibt. Ein baldiger Sieg kann Ihnen umsoweniger fehlen, als viele Ihrer ursprünglichen Gegner sich de facto schon zu Ihrer Lehre bekennen. Wie ist es zu verwundern, daß Leute, die Jahre lang in Wort und Schrift, unverständlich vielleicht auch sich selbst, über Unverstandenes schrieben und redeten, diese Lücke ihrer Erkenntnis auch sofort zu verdecken streben. Nicht viele setzen die Liebe zur Wahrheit über die Selbstliebe, Manche sind wohl in gewohnter Selbsttäuschung befangen. Auf andere wieder paßt der derbe Sarkasmus Heinrich Heine’s, der irgendwo sagt: ‚Als Pythagoras seinen berühmten Lehrsatz entdeckt hatte, opferte er eine Hekatombe. Seitdem haben die [Ochsen] eine instinktartige Furcht vor der Entdeckung von Wahrheiten.‘“

Mit János Balassa, seinem Kollegen in den 1850er und 1860er Jahren an der Pester Universität, schuf er die Grundlagen für die in Ungarn erstmals 1863 durchgeführte Ovariotomie, bei der Balassa Semmelweis assistierte.

### Tod
1865 erkrankte Ignaz Semmelweis an schweren Depressionen und wurde im Juli 1865 ohne Diagnose von drei Ärztekollegen in die staatliche Landesirrenanstalt Döbling bei Wien eingeliefert. Einigen Quellen zufolge soll Semmelweis’ Einlieferung auf eine Intrige zurückzuführen sein. Semmelweis hatte wiederholt versucht, seine Kollegen von der Richtigkeit seiner Erkenntnisse schriftlich zu überzeugen, dennoch war ihm fast nur Ablehnung entgegengeschlagen, wie auch schon um 1850 von seinem ehemaligen Vorgesetzten am Allgemeinen Krankenhaus Wien, Johann Klein (1788–1856), in dessen pathologischem Institut Semmelweis später obduziert wurde. Der Biograf Fritz Schürer von Waldheim schrieb 1905:

„Es erscheint heutzutage fast unbegreiflich, daß diese Erfolge von Semmelweis die Chirurgen nicht veranlaßten, seine Methode nachzuahmen. Selbst in seinem engeren Freundeskreise fand Semmelweis keine Beachtung! (…) Daß die allgemeine Antisepsis nicht von Österreich-Ungarn ihren Ausgang genommen hat, das danken wir seinen Feinden.“

Lobend erwähnt hatte Semmelweis diesbezüglich nur die Professoren Michaelis in Kiel und Lange in Heidelberg. Aus seiner Konversation in Briefen sind einzelne weitere bekannt, die ihm zumindest zugeneigt waren.
Am 13. August 1865, zwei Wochen nach seiner Einweisung in Döbling, starb Ignaz Semmelweis – den damaligen Obduktionsberichten zufolge – mit 47 Jahren infolge einer kleinen Verletzung, die er sich durch eine eigene Schnittverletzung bei seinen Sektionen zugezogen habe, an einer Blutvergiftung. Eine ganz ähnliche Vermutung (gestorben „an Pyämie, wahrscheinlich in Folge einer Verwundung bei einer Operation“) wurde damals in der medizinischen Fachliteratur geäußert. Anderen Berichten zufolge sei dies stattdessen bei einem Kampf mit dem Anstaltspersonal bzw. zumindest innerhalb des Klinikaufenthalts erfolgt. So habe der Kinderarzt János Bókai, der 1865 einen Bericht über Semmelweis’ vorherigen Zustand verfasste, laut dem Gynäkologen und Medizinhistoriker Georg Silló-Seidl, welcher die ursprünglichen Klinikunterlagen im Archiv der Wiener Gesundheitsbehörde recherchierte, von einer vorherigen Verletzung nichts erwähnt, obwohl diese, wie behauptet, bereits zuvor entzündet gewesen sei. Laut Silló-Seidl gab es diverse weitere Ungereimtheiten. Da 1963 bei einer Exhumierung der sterblichen Überreste Semmelweis’ multiple Frakturen an Händen, Armen und am linken Brustkorb festgestellt wurden, erscheint die Aktennotiz der Klinik, in der stattdessen Gehirnlähmung als sein Sterbegrund genannt wurde, umso dubioser. Überlegungen zufolge, u. a. vom amerikanischen Semmelweis-Biografen Sherwin Nuland, sollen Pfleger Semmelweis auf dem Anstaltshof geschlagen haben und auf ihm herumgetrampelt sein.
Ignaz Semmelweis wurde zunächst am 15. August auf dem Schmelzer Friedhof in Wien beigesetzt. Nachdem dieser aufgelassen worden war, begrub man die sterblichen Überreste im Grab seiner Eltern auf dem Budapester Kerepesi temető. 1963 überführte man sie in sein Geburtshaus, das heute das Semmelweis-Museum für Medizingeschichte ist.
Semmelweis hinterließ Frau und drei Kinder. Nachrufe waren kärglich und knapp. Eine Würdigung seines Lebenswerks fand sich lediglich in der Fachzeitschrift Orvosi Hetilap, in der Semmelweis, noch bevor er sein Buch verfasste, einige seiner Vorträge in ungarischer Sprache veröffentlicht hatte. Immerhin widmete ihm die Wiener Medizinische Wochenschrift einen kurzen Nachruf: „Dienstag wurde Professor Semmelweis begraben. Viele Professoren, Primarärzte etc. folgten seinem Sarge, und geleiteten ihn zur letzten Ruhestätte. Der Verstorbene war erst 47 Jahre alt, und hinterlässt eine trauernde Witwe, und drei unmündige Kinder. Ruhe seiner Asche.“
Semmelweis’ Bedeutung wurde lange Zeit nicht erkannt. Erst 1882 erhielt er durch die Biografie von Alfred Hegar die erste öffentliche Anerkennung. Seine Biografen, deren Bücher meist zu Ende des 19. oder Anfang des 20. Jahrhunderts erschienen, setzten sich häufig mit drastischen, sehr klaren Worten für ihn ein.
Im Hauptgebäude der Anstalt in Wien-Döbling ist seit 1991 das Bezirksgericht Döbling untergebracht. Auf dem ehemaligen Gelände der Anstalt befindet sich der Neubau eines Seniorenheimes.

### Nachwirkung
Nach seinem Tod wurde das vom schottischen Chirurgen Joseph Lister (1827–1912) im Jahr 1867 demonstrierte Besprühen des Operationsfeldes mit desinfizierendem Karbol in die Chirurgie eingeführt und damit ein drastischer Rückgang der Operationsmortalität erreicht (Die im 19. Jahrhundert noch in der Regel auf Wundkrankheiten zurückzuführende Operationsmortalität betrug gemäß Joseph-François Malgaigne etwa 60 Prozent, in der Kriegschirurgie etwa 90 Prozent). Oft wird die Asepsis ihm zugeschrieben, obwohl er seine Erkenntnisse aus denen von Semmelweis gezogen hatte. Eine Ärztegeneration später setzte sich die Umsetzung von Hygienemaßnahmen bei Frauen im Kindbett durch und die wissenschaftliche Welt wurde der Bedeutung von Semmelweis’ Erkenntnissen gewahr.
Der im englischen Sprachraum bekannte Begriff Semmelweis-Reflex beschreibt die „unmittelbare Ablehnung einer Information oder wissenschaftlichen Entdeckung ohne weitere Überlegung oder Überprüfung des Sachverhaltes“. In vielen Fällen habe die wissenschaftliche Leistung dann eher eine Bestrafung als eine entsprechende Honorierung zur Folge. Die Begriffsbildung wird dem amerikanischen Autor Robert Anton Wilson zugeschrieben.
1993 wurde der Asteroid (4170) Semmelweis nach ihm benannt. Darüber hinaus tragen die Semmelweis-Universität in Budapest und die Semmelweis-Frauenklinik in Wien seinen Namen.
Im ehemaligen Bezirkskrankenhaus Brandenburg an der Havel, heute Universitätsklinikum Brandenburg an der Havel, befand sich rechts neben dem Eingang zum alten Kreißsaal eine Büste von Ignaz Semmelweis. Mit dem Abriss des Gebäudetrakts und dem Umzug des Kreißsaals in den Neubau West verschwand diese Büste.
Am 20. Februar 2019 wurde an der Medizinischen Universität Wien eine Statue des Mediziners enthüllt, ein Geschenk der Semmelweis-Universität Budapest. Die Enthüllung erfolgte in Anwesenheit von János Áder, Ernst Woller sowie der Rektoren beider Universitäten, Béla Merkely und Markus Müller. Die Statue wurde vom ungarischen Künstler Péter Párkányi Raab geschaffen.
Die Bundesregierung Österreichs beschloss den Aufbau eines universitätsübergreifenden Ignaz-Semmelweis-Instituts (ISI) und die Schaffung von bis zu 30 neuen Professuren. Das Institut für Infektionsfragen soll sowohl Forschung betreiben als auch als Ansprechpartner für die Politik fungieren. Die Implementierungsphase begann im September 2022, die Institutsgründung ist zum 1. Januar 2025 geplant. Das Kooperationszentrum soll als Zusammenarbeit der MedUni Wien, MedUni Graz, MedUni Innsbruck, JKU Linz und der VetMedUni Wien entstehen.
Semmelweis ist auch auf Briefmarken von Österreich, Deutschland, Ungarn und anderen Staaten abgebildet, so etwa in der Dauermarkenserie Berühmte Ungarn der Ungarischen Post.

### Die Klientel
Die Geburtshilfe genoss als medizinisches Fachgebiet ein geringes Ansehen. Geburtshilfliche Abteilungen lagen häufig in alten, desolaten Kliniktrakten mit Blick zum Hof oder zum Leichenhaus. Die Einrichtungen und hygienischen Verhältnisse waren extrem primitiv, teilweise auch, weil die Verbindung zwischen Hygiene und Infektionsgefahren nicht bekannt war. Leider fehlen demographische Daten der Patientinnen zu Status, Herkunft, Familienstand usw. in den Statistiken. Aus den vorliegenden Schriften geht lediglich hervor, dass ein Großteil der Patientinnen aus ärmlichen Verhältnissen stammte und keine Lobby hatte.

### Persönlichkeit
Einflussreiche Ärzte sprachen für ihn, ihnen unterliefen aber kleine Fehler, die Semmelweis nicht korrigierte und die ihn angreifbar machten. Sein erster kollegialer Unterstützer war Gustav Adolf Michaelis, der als erster Geburtshelfer die Entdeckung erprobte und Semmelweis Recht gab. Außer in einigen Briefen, die Semmelweis mit der Bitte um Prüfung an den Professor der Geburtshilfe in Kiel sandte, nahm Semmelweis trotz vieler Ersuchen und Möglichkeiten weder schriftlich noch mündlich Stellung. Öffentlich trat er erst ab Mitte 1850 in Wien auf. Seine Biografen erklären dies mit mangelhafter Schulbildung und der damit verbundenen Angst vor dem Sprechen und Schreiben. Semmelweis machte grammatikalische und orthographische Fehler und sprach Dialekt.
Semmelweis wird als bescheiden und anspruchslos, als guter Gesellschafter, von kindlich-naiver Denkungsart und vertrauensvoll beschrieben, der aber sehr entschieden auf Gemeinheiten reagierte (Alfred Hegar, 1882). Seine spätere Verbitterung und zunehmende psychische Veränderung – Aggressivität, Verwirrtheit, Vergesslichkeit, Unbeherrschtheit – werden häufig als Grund für das Scheitern seiner Ideen angenommen. Alwin Schönberger beschrieb seine Krankheit: „Er wurde zunehmend impulsiv, jähzornig und reizbar, er tobte, fluchte und beschimpfte Kollegen, hatte andererseits Phasen der Apathie und Antriebslosigkeit, vernachlässigte sein Äußeres, witterte überall Feinde, Neider und Intriganten. Forscher vermuten heute eine fortschreitende Erkrankung als Ursache. Die Symptome könnten zu einer Neurosyphilis passen, die nicht mit körperlichem Verfall einherging, aber mit einer dramatischen Veränderung des Charakters.“

### Stand der Forschung
Die Resonanz auf seine These war anfänglich relativ groß, die Revolution von 1848 lenkte das Interesse jedoch auf andere Bereiche. Ihr Scheitern stärkte dann die Reaktion und damit die althergebrachte Ordnung.
Die deutschen und österreichischen Lehrbücher der Geburtshilfe ignorierten Semmelweis und vertraten weiterhin alte Lehren. Vereinzelt wurden Chlorwaschungen eingeführt, ohne dass die zuständigen Professoren sich wissenschaftlich zur Desinfizierung bekannten. Ein größeres Hindernis für die Verbreitung und Annahme seiner Theorie war aber nicht die Ignoranz, sondern die nachlässige Durchführung der Chlorwaschungen, deren mangelhafter Erfolg als Widerlegung der Semmelweisschen These angesehen wurde. Im In- und Ausland wurden Semmelweis’ Erkenntnisse nicht akzeptiert. Führende Ärzte standen ihm kritisch und ablehnend gegenüber. Der Stand der Forschung war ein anderer, die Theorie der Wundkrankheiten hatte durch Rudolf Virchow eine andere Erklärungsbasis gefunden. Für das Kindbettfieber machte dieser vor allem Witterungsverhältnisse und Erkrankungen verantwortlich.

## Schriften und Werkausgaben (Auswahl)
- Zwei offene Briefe an Hofrath Dr. von Siebold und Hofrath Dr. Scanzoni. Pest 1861 (online).
- Die Aetiologie, der Begriff und die Prophylaxis des Kindbettfiebers. Pest/Wien/Leipzig 1861 (Digitalisat und Volltext im Deutschen Textarchiv); Neudruck: Barth, Leipzig 1912 (= Klassiker der Medizin. Band 18).
- Offener Brief an sämtliche Professoren der Geburtshilfe von Ignaz Semmelweis. Königl. ungar. Universitäts-Buchdruckerei, Ofen 1862 (online).
- Tiberius von Györy (Hrsg.): Semmelweis’ gesammelte Werke. Fischer, Jena 1905; Neudruck: VDM Verlag Dr. Müller, Saarbrücken 2007, ISBN 978-3-8364-0692-5.

## Filme
- 1938: That Mothers Might Live, USA MGM, Regie Fred Zinnemann, Oscar für den besten Kurzfilm
- 1940: Semmelweis, Ungarn Mester Film, Regie André De Toth
- 1950: Semmelweis – Retter der Mütter, DDR DEFA, Regie Georg C. Klaren
- 1980: Semmelweis, Italien RAI, Regie Gianfranco Bettetini
- 1987: Ignaz Semmelweis – Arzt der Frauen, BRD/Österreich ZDF/ORF, Regie Michael Verhoeven
- 1994: Semmelweis, Niederlande Humanistische Omroep Stichting, Regie Floor Maas
- 1995: Docteur Semmelweis, Frankreich/Polen, Regie Roger Andrieux
- 2001: Semmelweis (Kurzfilm), USA/Österreich Belvedere Film, Regie Jim Berry
- 2023: Semmelweis, Ungarn (Regie: Lajos Koltai, Länge: 127 Minuten)

## Drama/Schauspiele
- Jens Bjørneboe: Semmelweis. Gyldendal Norsk Forlag / Gyldendals moderne skuespillserie, Oslo 1968.
- Ernst Kurt Weigel mit dem Bernhard Ensemble: Der.Semmelweis.Reflex, Das Off Theater Wien 2022.

## Popkultur
- Fatoni: Semmelweisreflex – 2015: Yo, Picasso (mit Dexter, WSP Records / Universal Music Group)